# Milena Agus

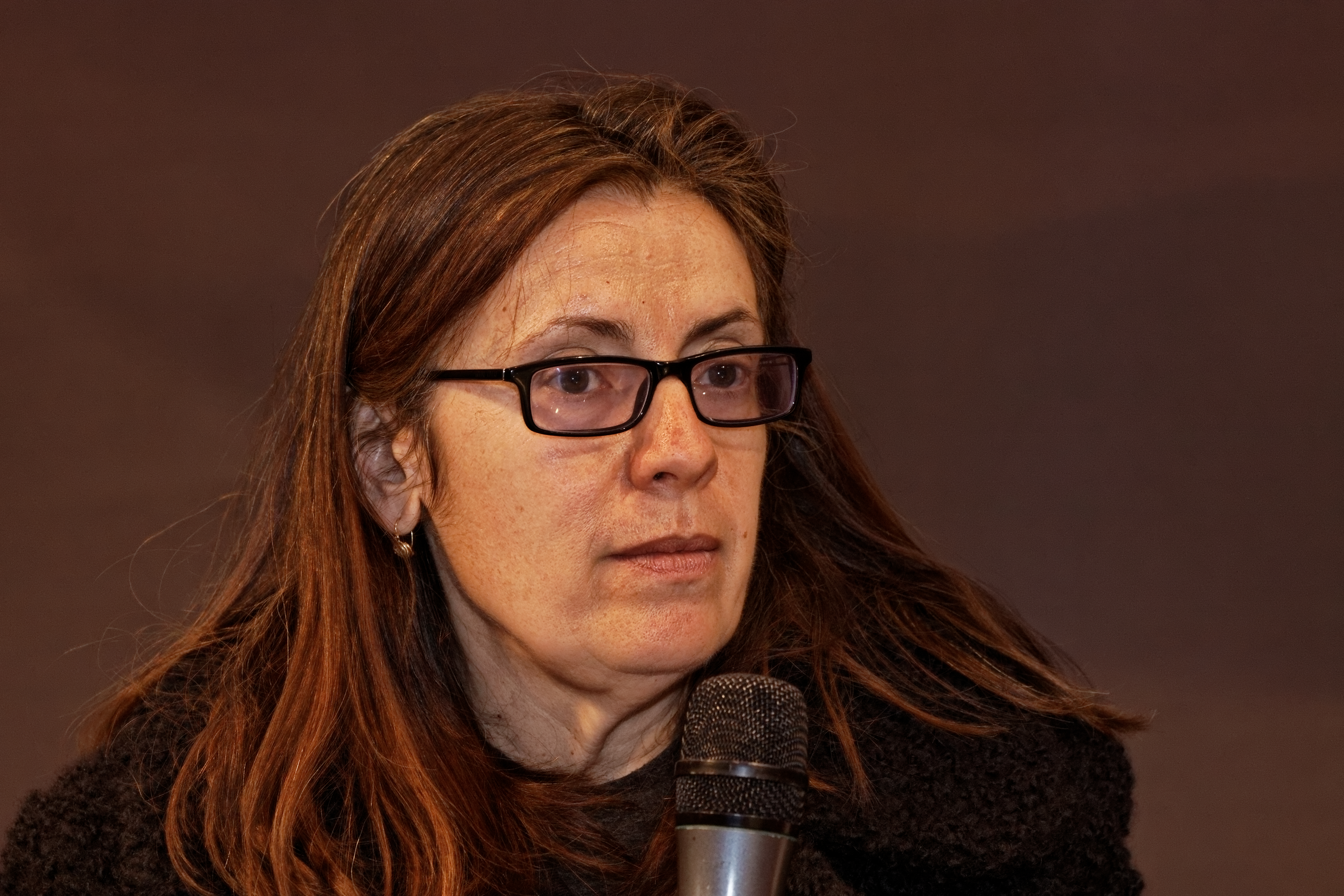
Milena Agus 2012

Milena Agus (* 1959 in Genua) ist eine italienische Schriftstellerin.

## Leben
Milena Agus wurde als Kind sardischer Eltern in Genua geboren. Heute lebt sie in Cagliari, Sardinien. Sie ist Lehrerin und unterrichtet Italienisch und Geschichte. Ihre Romane spielen auf Sardinien. Sie ist eine Vertreterin der sardischen literarischen Nouvelle Vague, auch bekannt als Neue sardische Literatur.

## Werke
- Mentre dorme il pescecane. 2005 (Solange der Haifisch schläft. dt. von Annette Kopetzki, Klett-Cotta, Stuttgart 2007, ISBN 978-3-608-93749-7)
- Mal di pietre. 2006 (Die Frau im Mond. dt. von Monika Köpfer, Hoffmann und Campe, Hamburg 2007, ISBN 978-3-455-40077-9) – Hörbuch, gesprochen von Marion Martienzen, bei Hoffmann und Campe (2007)
- Ali di babbo. 2008 (Die Flügel meines Vaters. dt. von Monika Köpfer, Hoffmann und Campe, Hamburg 2008, ISBN 978-3-455-40130-1) – Hörbuch, gesprochen von Katja Riemann, bei Hoffmann und Campe (2008)
- La contessa di ricotta. 2009 (Die Gräfin der Lüfte. dt. von Monika Köpfer, Hoffmann und Campe, Hamburg 2010, ISBN 978-3-455-40040-3) – Hörbuch, gesprochen von Marie Biermann, bei Hoffmann und Campe (2010)
- Sottosopra. 2012 (Die Welt auf dem Kopf. dt. von Monika Köpfer, Deutscher Taschenbuch Verlag, München 2012, ISBN 978-3-423-28013-6) – Hörbuch, gesprochen von Katja Danowski, bei GoyaLIT (2012)

## Auszeichnungen
Milena Agus wurde in Italien und Frankreich mehrfach nominiert und ausgezeichnet, u. a. mit dem Premio Junturas, Premio Campiello, Premio Strega und Prix Méditerranée Étranger.

## Sonstiges
Der Roman Mal di pietre hat im Gegensatz zu den Titeln der anderen Bücher, die mehr oder weniger wörtlich übersetzt sind, in der deutschsprachigen Ausgabe einen vollständig neuen Titel erhalten. Statt „Schmerz des Steins“, „Felsschmerz“ o. ä. wurde der Titel Die Frau im Mond gewählt. Gleiches gilt für den deutschen Titel der Verfilmung des Romans durch Nicole Garcia (siehe Die Frau im Mond – Erinnerung an die Liebe). Frau im Mond (1929) ist auch der Titel eines Films des deutschen Regisseurs Fritz Lang.